# Il drago invisibile
Il drago invisibile (Pete's Dragon) è un film del 2016 diretto da David Lowery.
La pellicola è il remake del film Elliott, il drago invisibile del 1977, entrambi basati su un breve racconto di S. S. Field e Seton I. Miller.

## Trama
Pete è un bambino di 4 anni in viaggio con i suoi genitori in Oregon, in una zona circondata da fitti boschi in cui non passa mai quasi nessuno. In un grave incidente stradale la macchina si ribalta, i suoi genitori perdono entrambi la vita e Pete si ritrova da solo in un ambiente ostile, finché non si imbatte in un drago gentile (a cui dà nome Elliott sulla base di un libro in suo possesso) che come Pete vive da solo da tempo, essendosi smarrito da tutti gli altri draghi, che da quel momento in avanti stringe amicizia con il bambino e lo protegge per sei anni.
Nella più vicina città, l'anziano Mr. Meacham da anni racconta ai bambini locali storie di un feroce drago che abita nella foresta, e che essi vivono nelle montagne a Nord, ma che talvolta qualche drago perde la via di casa ritrovandosi isolato. Per sua figlia Grace, che lavora come guardia forestale e si occupa di proteggere la foresta dall'impresa di taglialegna diretta dal suo fidanzato Jack, quei racconti sono poco più che favole, finché non incontra Pete, che in qualche modo a lei ignoto è sopravvissuto per sei anni nella foresta. Lei porta il bambino a casa con sé, in attesa di scoprire chi sono i suoi genitori, ma Elliott, rimasto solo, si mette in cerca del suo amico, venendo però avvistato da Gavin (un crudele lavoratore taglialegna) e dai suoi compagni, che scoprono quindi che le storie del signor Meacham erano tutte vere.
Pete racconta a Grace del suo amico Elliott, e il giorno dopo conduce Grace, la sua nuova amica Natalie (sua coetanea e figlia di Jack) e il signor Meacham a vedere Elliott; i tre rimangono stupiti e meravigliati quando il drago appare loro, ma subito dopo arrivano Gavin e la sua squadra armati di sedativi per catturare il drago. Elliott privo di sensi viene portato nello stupore generale nella fabbrica di Jack, e vengono chiamate le autorità locali affinché Gavin si prenda il merito della cattura del drago. Grazie a Pete, Natalie e il signor Meacham il drago però sfugge alle autorità a bordo di un camion, e durante il successivo inseguimento da parte delle autorità Elliott reagisce facendo crollare un ponte con le fiamme eruttate dalla sua bocca, e salvando Grace e Jack che stavano precipitando nel vuoto.
Elliott porta Pete lontano da lì, ma il bambino, seppur dispiaciuto, gli dice addio perché sa bene che ora che la gente sapeva di Elliott non avrebbe cessato di dargli la caccia, e così lo invia a Nord, seguendo la Stella Polare come gli era stato insegnato da Grace. Pete così entra a far parte della famiglia di Grace, Jack e Natalie, ed anni dopo va in viaggio a Nord fino alle montagne, ritrovando un Elliott felice che si è riunito con gli altri draghi nella sua vera casa.

## Produzione
Le riprese sono iniziate nel gennaio 2015 in Nuova Zelanda. Il film è stato girato in live action con telecamere Panavision Panaflex. Il drago Elliot è interamente animato in CGI al contrario dell'animazione realizzata nel film originale, che era disegnata a mano. Gli effetti speciali sono creati dalla Weta Digital.

## Promozione
Il primo teaser trailer è stato presentato in anteprima sull'ABC il 21 febbraio 2016, durante lo speciale televisivo The Wonderful World of Disney: Disneyland 60; il primo teaser trailer italiano del film è stato distribuito online il 30 maggio 2016.

## Distribuzione
Il film è stato distribuito nelle sale cinematografiche statunitensi il 12 agosto 2016, mentre in quelle italiane il 10 agosto dello stesso anno.

### Edizione italiana
Il personaggio di Gavin è doppiato da Fabio Boccanera che nel film originale doppiava Pete.

## Accoglienza

### Incassi
È costato 65 milioni di dollari incassandone 76 solo negli USA e 67 nel resto del mondo, per un totale mondiale di 143 milioni di dollari, rivelandosi un buon successo.

### Critica
Il film è stato lodato dalla critica ricevendo un 88% di recensioni positive su Rotten Tomatoes.